# Michael Lewis (scrittore)
Michael Monroe Lewis (New Orleans, 15 ottobre 1960) è un saggista e giornalista statunitense.

## Biografia
Figlio di un avvocato, scrive e lavora per il New York Times. Vive a Parigi insieme alla moglie Tabitha Soren. Cresciuto a New Orleans ha una laurea e un master in economia, conseguita alla London School of Economics. Dopo l'università lavora alla Salomon Brothers di New York, una delle banche più famose del mondo. Scopre che il mondo della borsa e degli affari, a quel tempo glorificato, altro non è che un mondo pieno di lupi pronti a sbranare ingenue pecore (i piccoli investitori), su questo argomento esce il suo primo libro Liar's Poker (1989), di successo internazionale.
Diventa in seguito giornalista a tempo pieno per il settimanale inglese The Spectator, per poi passare alla prestigiosa rivista The New Republic. Dall'estate del 1998 al gennaio del 2000 insegna giornalismo a Berkeley. In quegli anni scrive The New New Thing, in cui parte dalla storia di Jim Clark (uno dei fondatori di Netscape assieme a Marc Andreessen) e racconta l'etica degli imprenditori della Silicon Valley. Il titolo prende in giro l'ossessione dell'industria tecnologica di capire in anticipo quale sia il prodotto e il settore su cui investire. L'anno successivo, nel 2001, esce Next, il futuro è già avvenuto e nel 2003 lo segue Moneyball: The Art of Winning an Unfair Game, da cui nel 2011 viene tratto L'Arte di Vincere, candidato a sei Oscar, con Brad Pitt e Jonah Hill.
Nel 2006 racconta la storia di Michael Oher nel libro "The Blind Side: Evolution of a Game", che viene adattato nel 2009 nel film intitolato The Blind Side, con Sandra Bullock. Nel 2010 pubblica il libro "The Big Short - Il Grande Scoperto" che racconta la reale storia di alcuni gruppi di investitori visionari che, avendo intuito, prima del resto del mondo, come determinati eventi nel mercato avrebbe condotto alla crisi dei subprime nel 2006, e alla conseguente Grande recessione del 2007, approfittarono della situazione uscendone da vincenti. Nel 2015 esce la versione cinematografica: La grande scommessa; diretto da Adam McKay e con interpreti del calibro di Christian Bale, Steve Carell e Brad Pitt, il film riceve quattro nomination ai Golden Globe e cinque nomination agli Academy Awards portando a casa l'Oscar alla migliore sceneggiatura non originale.

## Vita privata
Ḕ stato sposato con la giornalista Kate Bohner.

## Opere
- Liar's Poker: Rising through the Wreckage on Wall Street. 1989.
- Pacific Rift. Knoxville, Tennessee: Whittle Direct Books. 1991.
- The Money Culture. 1991.
- Trail Fever. New York: A. A. Knopf. 1997.
- The New New Thing: A Silicon Valley Story. 2000.
- Next: The Future Just Happened. 2001.
- Moneyball: The Art of Winning an Unfair Game. 2003.
- Coach: Lessons on the Game of Life. 2005.
- The Blind Side: Evolution of a Game. 2006.
- The Real Price of Everything: Rediscovering the Six Classics of Economics. 2008.
- Panic: The Story of Modern Financial Insanity. 2009.
- Home Game: An Accidental Guide to Fatherhood. 2009.
- The Big Short: Inside the Doomsday Machine (Il Grande Scoperto) 2010.
- Boomerang: Travels in the New Third World. 2011.
- Flash Boys: A Wall Street Revolt. 2014.
- The Undoing Project: A Friendship that Changed Our Minds. 2016.
- The Fifth Risk. 2018.
- The Premonition: A Pandemic Story. 2021.
- Going Infinite: The Rise and Fall of a New Tycoon. 2023.